# Großpillingsdorf
Großpillingsdorf ist eine Ortslage im Ortsteil Blankenhain der Großen Kreisstadt Crimmitschau im sächsischen Landkreis Zwickau. Zur ehemaligen Gemeinde Großpillingsdorf gehörte der Ort Kleinpillingsdorf.

## Lage
Das Platzdorf Großpillingsdorf liegt im äußersten Westen des zu Crimmitschau gehörenden Gebietes, das eine verhältnismäßig große Ost-West-Ausdehnung aufweist, und damit auch am westlichen Ende des Landkreises, direkt an der thüringisch-sächsischen Landesgrenze. Der Ort befindet sich etwa auf einer Höhe von 322 m. Direkt südöstlich von Großpillingsdorf liegt Kleinpillingsdorf. Beide Ortschaften sind mit Straßen zu den Orten Vogelgesang (Landkreis Greiz), Nischwitz (Landkreis Altenburger Land) und Blankenhain verbunden.

## Geschichte
Mit einer Ersterwähnung zwischen 1181 und 1214 mit der Bezeichnung Billungisttorf ist der Ort recht alt. Spätere Namensnennungen sind Bilgersdorff (1290), Pillingsdorf (1453), Byllingsdorff (1529) und Billingsdorf, Pillingsdorf (1814). 1821 gehörte der Ort anteilig zu den Rittergütern Mannichswalde und Posterstein und zum Amtsgericht Ronneburg im Herzogtum Sachsen-Altenburg. Ab 1948 gehörte der Ort zum Landkreis Gera, ab 1952 zum Kreis Werdau und seit 1994 zum Landkreis Zwickau (bzw. dessen Vorgänger Zwickauer Land). 1974 wurde die Gemeinde Großpillingsdorf nach Blankenhain eingemeindet, welche wiederum 1994 zu Crimmitschau kam.
Großpillingsdorf ist nach Nischwitz gepfarrt und gehört zum Gebiet der Evangelischen Kirche in Mitteldeutschland, sodass kirchliche und weltliche Verwaltungszugehörigkeiten seit dem Kreiswechsel 1952 zum Kreis Werdau unterschiedlich sind.
Großpillingsdorf verfügt über eine Feuerwehr.
| Jahr                                              | 1821                          | 1867 | 1895 | 1910 | 1925 | 1939 | 1946 | 1950 | 1964 | 29. Feb. 2012 |
| ------------------------------------------------- | ----------------------------- | ---- | ---- | ---- | ---- | ---- | ---- | ---- | ---- | ------------- |
| Einwohnerzahl                                     | 11 besessene Mann, 21 Häusler | 107  | 103  | 108  | 178  | 185  | 328  | 298  | 205  | 153(*)        |
| (*)Wert für 2012 gemeinsam mit Kleinpillingsdorf. |                               |      |      |      |      |      |      |      |      |               |

## Belege
1. 1 2 3  Pillingsdorf, Groß- – HOV | ISGV. Abgerufen am 20. Oktober 2023.
2. ↑  Nischwitz / Großpillingsdorf / Heukewalde / Jonaswalde – Kirchspiel Thonhausen. 21. Oktober 2023, abgerufen am 20. Oktober 2023 (deutsch).